# هدرسفيلد

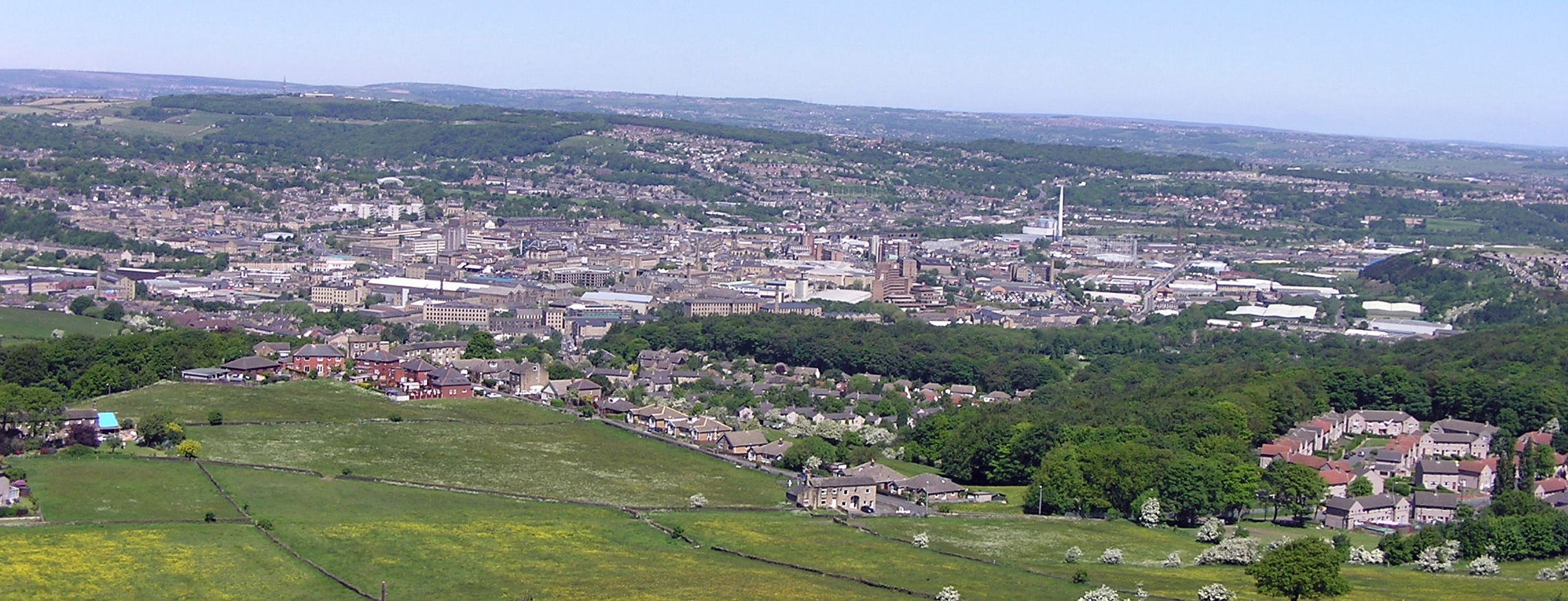
هدرسفيلد

هدرسفيلد (Huddersfield) هي بلدة إنجليزية كبيرة في غرب يوركشاير في إنجلترا، تقع في منتصف الطريق بين ليدز ومانشستر. تبعد هدرسفيلد 310 كم (190 ميل) إلى الشمال من لندن، و حوالي 17 كم إلى الجنوب من مدينة برادفورد، والتي هي أقرب المدن إلى هذه البلدة. وتقع البلدة على مقربة من ملتقى نهر كولن (River Colne) بنهر هولم (River Holme). وتعتبر البلدة وفق إحصاء عام 2001 عاشر أكبر بلدة في المملكة المتحدة، حيث بلغ إجمالي عدد سكانها حوالي 146 ألف نسمة.

## تاريخها
البلدة معروفة أيضاً بدورها الكبير في الثورة الصناعية، حيث شهدت احتجاجات هامة من قبل عمال النسيج الذي فقدوا مصدر رزقهم بسبب ظهور الآلات التي أصبحت تقوم بالعمل بدلاً منهم، (انظر اللاضية).

## الرياضة

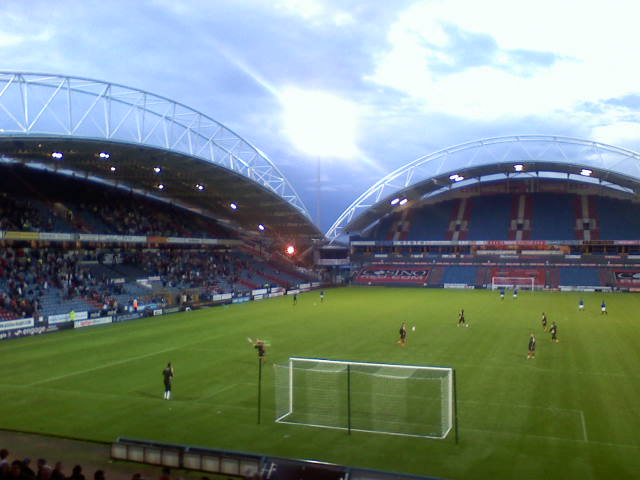
استاد جالفارم

يوجد في البلدة فريق كرة القدم هدرسفيلد تاون الذي تأسس في 1908. وقد عرفت هدرسفيلد بكونها مهد دوري الرغبي، فضلاً عن كونها مسقط رأس رئيس الوزراء البريطاني السابق هارولد ويلسون (و 1916-ت 1995) الذي شغل منصبه في الفترة 1974-1976.

## التعليم
يوجد في البلدة جامعة هدرسفيلد، والتي يربو عدد طلابها على 23,000 طالب وطالبة، وتعتبر أكبر مشغّل في هدرسفيلد.

## الاقتصاد

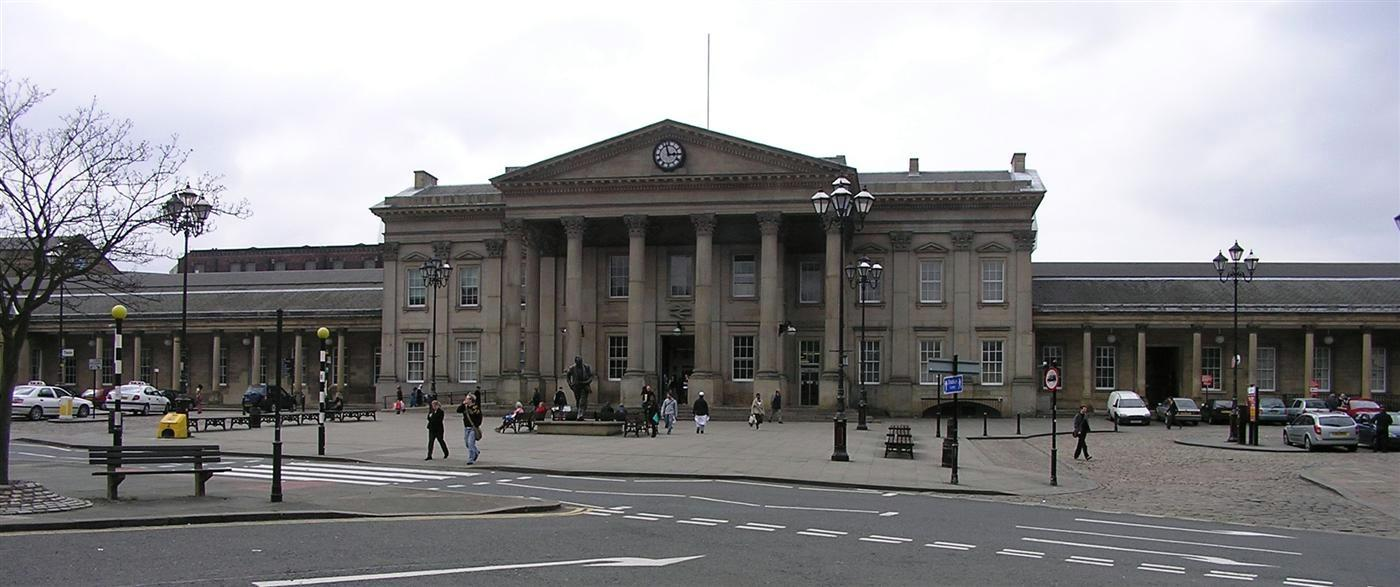
محطة قطارات هدرسفيلد

يوجد في البلدة العديد من الصناعات، خصوصاً الصناعات النسيجية ذات التاريخ الطويل، فضلاً عن العديد من الشركات الكيماوية والهندسية.
كما يوجد في البلدة فروع للعديد من سلاسل المتاجر المعروفة مثل HMV و W H Smiths و Woolworths و Marks & Spencer و Topman و Next، وفروع لمطاعم مثل Burger King و KFC و McDonald'sو Pizza Hut و Subway.

## السكان
يمثّل أبناء الأقليات الإثنية نسبة عالية من سكان البلدة، مقارنةً بنسبتهم في إنجلترا ككل، وتظهر بعض الإحصاءات وجود نسبة كبيرة من السكان من أصول آسيوية، خصوصاً من باكستان.
الجدول التالي يقارن بين النسبة المئوية لأتباع الديانات المختلفة في هدرسفيلد ونسبتهم في إنجلترا.
| الديانة         | النسبة في هدرسفيلد% | النسبة في إنجلترا% |
| --------------- | ------------------- | ------------------ |
| المسيحية        | 64.0                | 71.7               |
| البوذية         | 0.1                 | 0.3                |
| الهندوسية       | 0.5                 | 1.1                |
| اليهودية        | 0.1                 | 0.5                |
| الإسلام         | 10.0                | 3.0                |
| السيخية         | 1.9                 | 0.6                |
| ديانات أخرى     | 0.3                 | 0.3                |
| بلا دين         | 15.4                | 14.8               |
| لم يذكروا دينهم | 7.9                 | 7.7                |